# Lone Star Le Mans
A Lone Star Le Mans (anteriormente conhecido como 6 Horas do Circuito das Américas) é uma corrida de resistência para protótipos de Le Mans e carros estilo grand turismo realizada no Circuito das Américas em Austin, Texas. Sua primeira corrida foi em 22 de setembro de 2013, como a quinta etapa da temporada de 2013 do Campeonato Mundial de Endurance da FIA.
O nome "Lone Star Le Mans" foi usado anteriormente para a etapa de Austin do United SportsCar Championship (agora IMSA SportsCar Championship) de 2014 a 2016.
Em 2 de dezembro de 2019, a etapa de Austin do Mundial de Endurance (WEC) foi remanejada para 2020, por conta de um conflito entre os promotores do Autódromo José Carlos Pace e o WEC. Assim, a etapa de Austin substituiu as 6 Horas de São Paulo.
Em 9 de junho de 2023, foi anunciado o calendário do Campeonato Mundial de Endurance da FIA de 2024, e em 1º de setembro do mesmo ano, foi divulgado o retorno Austin como a sexta corrida da temporada, substituindo efetivamente as 1000 Milhas de Sebring (uma corrida criada especialmente para o WEC) como a etapa americana do campeonato.

## Resultados

### Corridas do Mundial de Resistência da FIA
| Ano                      | Vencedor(es) gerais                           | Equipe                | Carro                   | Distância/Duração | Título da corrida                | Campeonato                       | Ref.   |
| ------------------------ | --------------------------------------------- | --------------------- | ----------------------- | ----------------- | -------------------------------- | -------------------------------- | ------ |
| 2013                     | Allan McNish Tom Kristensen Loïc Duval        | Audi Sport Team Joest | Audi R18 e-tron quattro | 6 horas           | 6 Horas do Circuito das Américas | FIA World Endurance Championship | [ 5 ]  |
| 2014                     | Marcel Fässler André Lotterer Benoît Tréluyer | Audi Sport Team Joest | Audi R18 e-tron quattro | 6 horas           | 6 Horas do Circuito das Américas | FIA World Endurance Championship | [ 6 ]  |
| 2015                     | Mark Webber Timo Bernhard Brendon Hartley     | Porsche Team          | Porsche 919 Hybrid      | 6 horas           | 6 Horas do Circuito das Américas | FIA World Endurance Championship | [ 7 ]  |
| 2016                     | Mark Webber Timo Bernhard Brendon Hartley     | Porsche Team          | Porsche 919 Hybrid      | 6 horas           | 6 Horas do Circuito das Américas | FIA World Endurance Championship | [ 8 ]  |
| 2017                     | Earl Bamber Timo Bernhard Brendon Hartley     | Porsche Team          | Porsche 919 Hybrid      | 6 horas           | 6 Horas do Circuito das Américas | FIA World Endurance Championship | [ 9 ]  |
| 2018–2019: Não realizada |                                               |                       |                         |                   |                                  |                                  |        |
| 2020                     | Gustavo Menezes Norman Nato Bruno Senna       | Rebellion Racing      | Rebellion R13           | 6 horas           | Lone Star Le Mans                | FIA World Endurance Championship | [ 10 ] |
| 2021–2023: Não realizada |                                               |                       |                         |                   |                                  |                                  |        |
| 2024                     | Robert Kubica Robert Shwartzman Yifei Ye      | AF Corse              | Ferrari 499P            | 6 horas           | Lone Star Le Mans                | FIA World Endurance Championship | [ 11 ] |

### Outras corridas
| Ano             | Vencedor(es) gerais        | Equipe                       | Carro                  | Distância/Duração  | Título da corrida                                       | Campeonato                    | Ref.   |
| --------------- | -------------------------- | ---------------------------- | ---------------------- | ------------------ | ------------------------------------------------------- | ----------------------------- | ------ |
| 2013 (Grand-Am) | Jon Fogarty Alex Gurney    | GAINSCO/Bob Stallings Racing | Corvette DP            | 2 hours 45 minutes | Grand-Am of The Americas presented by GAINSCO and TOTAL | Rolex Sports Car Series       | [ 12 ] |
| 2013 (ALMS)     | Lucas Luhr Klaus Graf      | Muscle Milk Pickett Racing   | HPD ARX-03c            | 2 hours 45 minutes | International Sports Car Weekend                        | American Le Mans Series       | [ 13 ] |
| 2014            | Scott Pruett Memo Rojas    | Chip Ganassi Racing          | Ford EcoBoost Riley DP | 2 hours 45 minutes | Lone Star Le Mans                                       | United SportsCar Championship | [ 14 ] |
| 2015            | Scott Pruett Joey Hand     | Chip Ganassi Racing          | Ford EcoBoost Riley DP | 2 hours 40 minutes | Lone Star Le Mans                                       | United SportsCar Championship | [ 15 ] |
| 2016            | Jordan Taylor Ricky Taylor | Wayne Taylor Racing          | Dallara Corvette DP    | 2 hours 40 minutes | Lone Star Le Mans                                       | IMSA SportsCar Championship   | [ 16 ] |
| 2017            | Jordan Taylor Ricky Taylor | Wayne Taylor Racing          | Cadillac DPi-V.R       | 2 hours 40 minutes | Advance Auto Parts Sportscar Showdown                   | IMSA SportsCar Championship   | [ 17 ] |

## 6 Horas das Américas
As 6 Horas das Américas foram um evento organizado pela Stéphane Ratel Organisation (SRO) e fariam parte da temporada inaugural da Intercontinental GT Challenge, programadas para acontecer em 6 de março de 2016. Mas em 29 de janeiro, foi anunciado que a corrida seria cancelada, tendo como motivo oficial a falta de inscritos.